# Yves Mettler

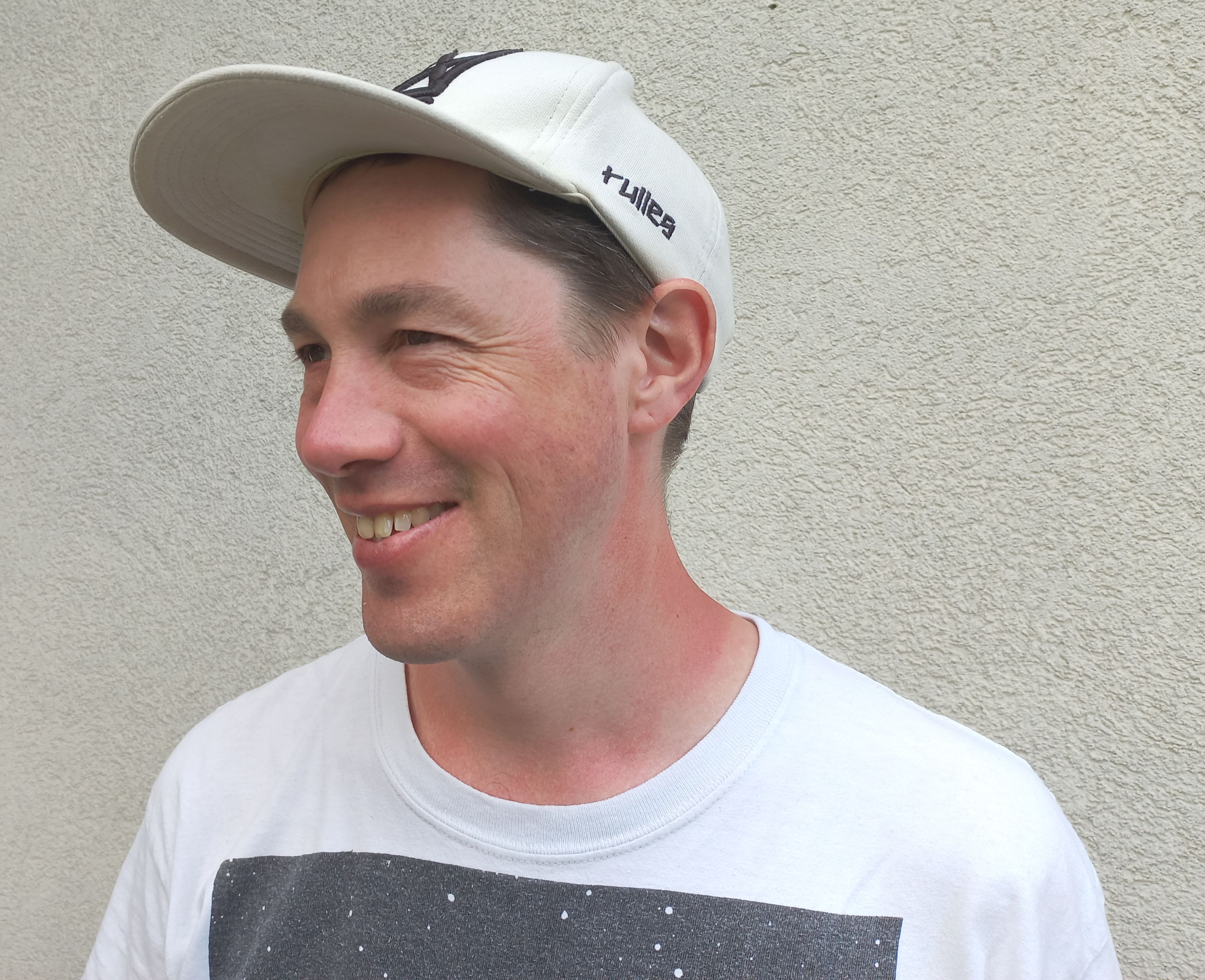
Yves Mettler im (2021)

 Yves Mettler  (* 22. Oktober 1976 in Morges) ist ein Schweizer Künstler in den Bereichen Konzept-, Installations-, Performance- und Videokunst. Er hat das Bürgerrecht von Ebnat-Kappel im Kanton St. Gallen.

## Leben und Wirken

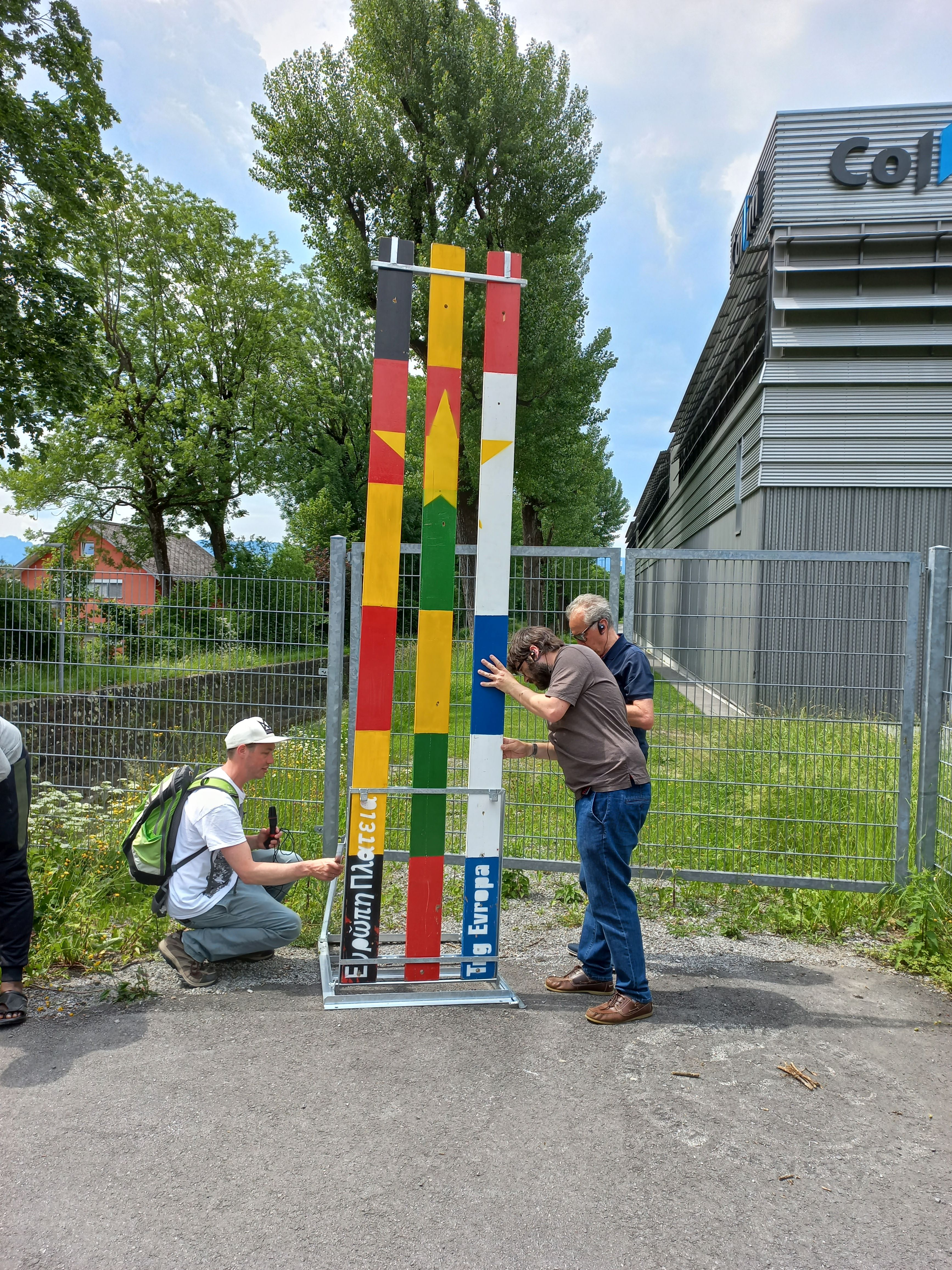
Yves Mettler (hockend) bei der Installation der Kunstobjekte «Europaplatz» am 12. Juni 2021 in Hohenems

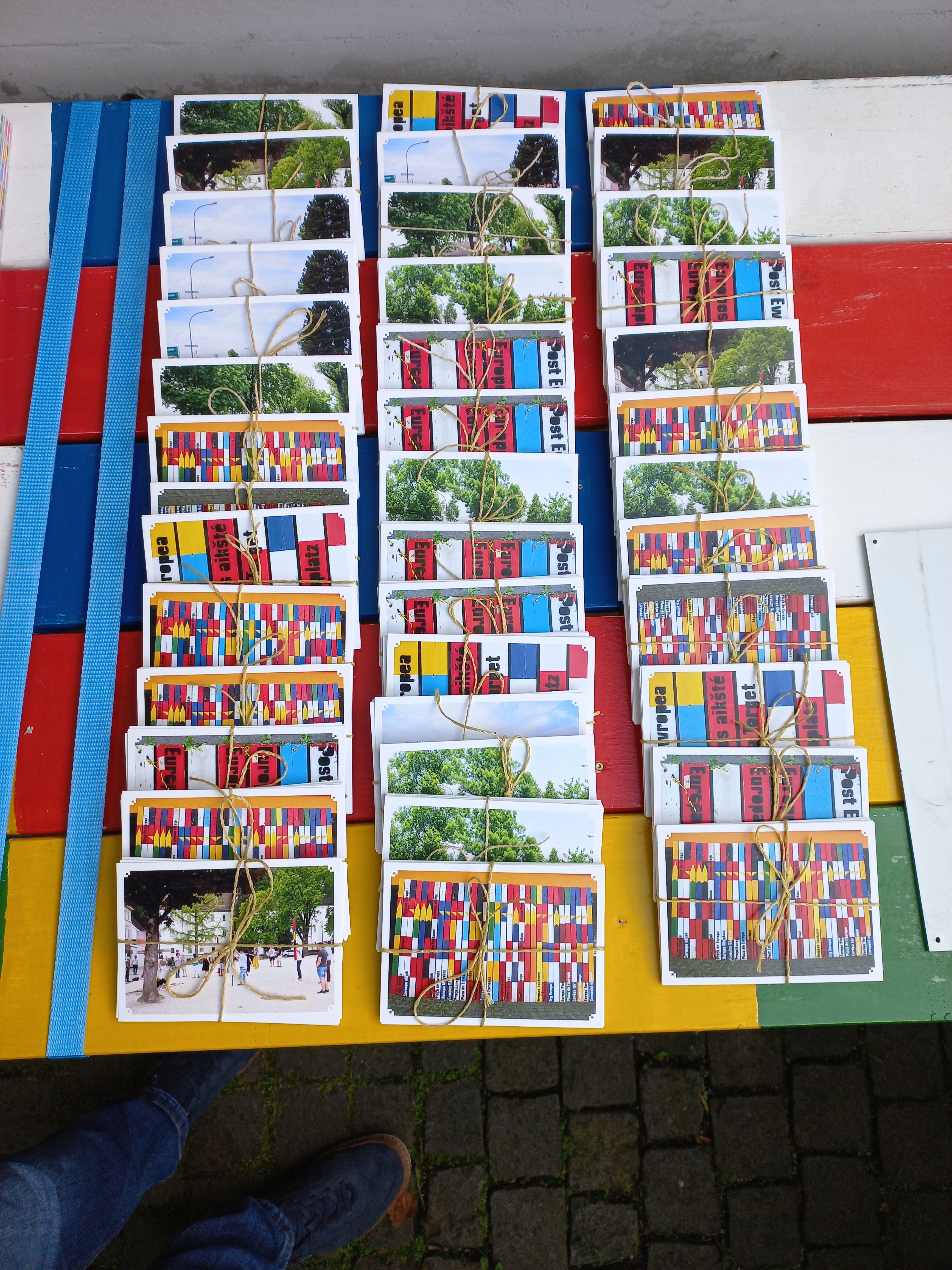
Vom Jüdischen Museum in Hohenems, Vorarlberg herausgegebene Postkarten zum Projekt «Europaplätze» im Jahr 2021

Yves Mettler ist der Sohn von Max Mettler (1946–2004) und dessen Frau Julia geb. Schneider (* 1948). Er hat eine jüngere Schwester. Die Schwester seines Grossvaters mütterlicherseits, Hermann Schneider, war Sophie Schneider-Küppers-Lissitzky, die mit dem Galeristen Paul Erich Küppers und nach dessen Tod mit dem sowjetischen Künstler El Lissitzky verheiratet war.
Mettler studierte ab 1996 an der École supérieure des beaux-arts in Genf mit dem Abschluss Diplôme d'art & Attestation de complément de formation pour l'enseignement artistique mit Auszeichnung im Jahr 2002. Ab 1999 besuchte er die Meisterklasse Neue Medien bei Peter Kogler an der Akademie der Bildenden Künste Wien. Den Abschluss machte er dort 2001 als Magister Artium mit Würdigungspreis. 2010 folgte ein Studiengang unter der Leitung von Bruno Latour am Institut d’études politiques de Paris mit dem Abschluss Master d'expérimentation arts et politique im Jahr 2011 und ein weiterer Master-Abschluss 2011 an der Ecole des hautes études en sciences sociales (EHESS) in Paris.
Mettler war von 2004 bis 2005 Assistent für Cybermedias an der Haute Ecole d’Art et de Design in Genf, wo er von 2008 bis 2011 einen Lehrauftrag (Master de recherche CCC) innehatte. Des Weiteren war er Lehrbeauftragter für Kunst & Stadtraum (Prof. Berndt Wilde) an der Kunsthochschule Berlin-Weißensee (2008–2009). 
Zudem hielt er verschiedene Workshops, zum Beispiel am Hochschulübergreifenden Zentrum Tanz (HZT) der Universität der Künste Berlin (2018) oder an der Hochschule der Künste Bern (2018).
Mettler ist Gründungsmitglied der Kunstzeitschrift ztscrpt.net. Er ist auch Teil der zivilgesellschaftliche Initiative A Soul for Europe.
Yves Mettler ist mit der Choreografin und Tänzerin Alice Chauchat verheiratet und lebt in Berlin. 

## Stipendien
- 2006: Artist-in-residence, Kairo, Pro Helvetia
- 2010: Artist-in-Residence, Cité des Arts, Paris
- 2012: Reisestipendium, Havanna, Pro Helvetia
- 2012: Artist-in-residence Stipendium, Institut für Raumexperimente, UDK, Berlin 2
- 2016: Recherchestipendium, Senatsverwaltung für Kultur und Europa, Berlin

## Preise und Nominierungen
- 2003: Prix fédéral d'art
- 2003: Swiss Art Awards, Basel
- 2004: Prix fédéral d'art
- 2004: Swiss Art Awards
- 2004: Prix Kiefer Hablitzel
- 2005: Prix Manor Kunstpreis, St. Gallen
- 2006: Dorothea-von-Stetten-Kunstpreis, Bonn
- 2006: Prix Kiefer Hablitzel
- 2009: Swiss Art Awards, Basel
- 2009: Prix fédéral d'art
- 2020: Nominierung für den Blauen Bären[4]

## Ausstellungen (Auswahl)

### Einzelausstellungen
- 2006 Pont Bessières, Musée cantonal des Beaux-Arts de Lausanne
- 2006 Manor Kunstpreis, Kunstmuseum Sankt Gallen
- 2007 Wiederholt Winkt uns etwas zu, Galerie Annex 14, Bern
- 2008 Exologisms, Georg Kargl Box, Wien
- 2009 Aspanggründig, Bawag Contemporary, Wien
- 2012 Black Move, Kunsthaus Langenthal
- 2014 Pic et Terre, Blancpain Art Contemporain, Genf
- 2017 Europaplatz (Karlsruhe), Centre Culturel Franco-Allemand, Karlsruhe

### Gruppenausstellungen
- 2004 Living Room, Kunsthalle Exnergasse, Wien
- 2005 Mix-m.org, Centre d'art contemporain, Genf
- 2007 Art en plein air - Môtiers 2007, Môtiers
- 2007 L'Europe en devenir, Partie 1, Centre culturel Suisse, Paris
- 2009 Corps Sonore, Archizoom, Epfl, Lausanne
- 2009 Aufgeräumte Zimmer, Kunstmuseum Thun (trio)
- 2014 The Ultimate Capital is the Sun, NGBK, Berlin
- 2014 Re:Publica, Museu da Republica, Rio de Janeiro
- 2014 Emergences, Bex&Arts Triennale, Bex
- 2015 Voglio vedere le mie Montagne, MAGA, Gallarate
- 2015 Svillupo - Parallelo, Kunstmuseum Luzern
- 2016 Imagine Europe, Bozar, Brussels
- 2017 Terrae Nubilus, NAK, Aachen
- 2017 Arte Albigna, Val Bregaglia, Schweiz
- 2017 Festival of Future Nows, Hamburger Bahnhof, Berlin
- 2018 Vienna Transit, Georg Kargl Fine Arts, Wien
- 2021 MagiC Carpets Landed, Kaunas Bienal, Kaunas Picture Gallery, Kaunas
- 2021 Über Urbane Praxis, (Ko-Kurator), Haus der Statistik, Berlin
- 2021 Ellipse, Circuit, Lausanne

## Kunst im öffentlichen Raum
- 2008 1000-Stimmen Tunnel, Kunst-am-Bau, Aarburg.[5]
- 2011 Puits de forage, Arnex 1929 (Reconstitution pour la place de la Riponne), festival Les Urbaines, Lausanne
- 2015 Bancbigny, Workshop mit Einwohner der Cité de l’Abreuvoir, Bobigny
- 2018–2019 Am Rand von EuropaCity, partizipatives Projekt im öffentlichen Raum mit Nachbarn der Europacity, Künstler und Forschende[6][7]
- 2021 Die Europaplätze in Hohenems, partizipative Intervention im öffentlichen Raum, Jüdisches Museum, Hohenems.[5]
- 2021 Augmented Bahnhofsviertel, Broadcasts from the Kitchen, Freitagsküche, Frankfurt a/M

## Publikationen (Auswahl)
- My flowers aren't always hiding secrets. Monografie, Kunstmuseum St-Gallen und Musée cantonal des Beaux-arts de Lausanne, zusammen mit Ralf Beil, Konrad Bitterli, Stephen Zepke, Verlag für moderne Kunst, Nürnberg 2006 ISBN 9783938821244.
- als Hrsg. mit Alexis Hyman Wolff, Achim Lengerer: Am Rand von EuropaCity. Berliner Hefte zur Geschichte und Gegenwart der Stadt, #9, Berlin.
- mit Gilles Aubry: Black Move. Kunsthaus Langenthal, Langenthal 2012.
- mit Erin O. Weber, Alexander Wolff: EU r US. Westphalie Verlag, Wien 2012.
- Europe Squared. In: Robin McKay (Hrsg.), When Site Lost the Plot. Urbanomic, Falmouth 2015, ISBN 978-0957529564.
- Viens voir à l’Abreu. In: Tilo Steireif (Hrsg.), L’Art à l’épreuve de la ville. cahiers HEP, Lausanne 2016.
- Karin steht dazu. In: Karin Wälchli, Guido Reichlin: Chalet5 Pocket. Verlag für moderne Kunst, Nürnberg 2016, ISBN 978-3-903131-08-8.
- Atlas Europe Square. Mit Beiträgen von Reza Negarestani, Teresa Pullano, Laurent Thévenot, Stephen Zepke. Urbanomic, Falmouth 2021, ISBN 9781913029531.

### Redaktion- und Verlegeraktivitäten
- Mitgründer und Mitherausgeber vom Kunstzine (ztscrpt.net), Wien&Berlin, seit 2002[1][8]
- Mitgründer und Mitglied der unabhängige Berliner Verlegergruppe DHL, seit 2015[9]
- Redaktion von Essays, Interviews und Biografien für die Swiss Design Awards von 2018 bis 2020.